# Murray Hanson
Murray Hanson (né le 19 octobre 1954 à Kelowna, dans la province de la Colombie-Britannique au Canada) est un joueur professionnel canadien de hockey sur glace.

## Carrière en club
En 1972, il commence sa carrière avec les Buckaroos de Kelowna dans la Ligue de hockey junior de la Colombie-Britannique.  Il passe professionnel avec les Generals de Flint dans la Ligue internationale de hockey en 1974.

## Statistiques
| Saison    | Équipe               | Ligue |    | Saison régulière | Saison régulière | Saison régulière | Saison régulière | Saison régulière |   | Séries éliminatoires | Séries éliminatoires | Séries éliminatoires | Séries éliminatoires | Séries éliminatoires |
| Saison    | Équipe               | Ligue | PJ | B                | A                | Pts              | Pun              | PJ               | B | A                    | Pts                  | Pun                  |                      |                      |
| 1972-1973 | Buckaroos de Kelowna | LHJCB | -  | -                | -                | -                | -                | -                | - | -                    | -                    | -                    |                      |                      |
| 1973-1974 | Blades de Saskatoon  | WCHL  | 2  | 0                | 0                | 0                | 0                | -                | - | -                    | -                    | -                    |                      |                      |
| 1973-1974 | Buckaroos de Kelowna | LHJCB | -  | 41               | 70               | 111              | 0                | -                | - | -                    | -                    | -                    |                      |                      |
| 1974-1975 | Generals de Flint    | LIH   | 75 | 15               | 24               | 39               | 37               | 5                | 0 | 1                    | 1                    | 2                    |                      |                      |
| 1975-1976 | Generals de Flint    | LIH   | 76 | 20               | 21               | 41               | 78               | 4                | 2 | 0                    | 2                    | 17                   |                      |                      |
| 1976-1977 | Flags de Port Huron  | LIH   | 39 | 7                | 12               | 19               | 32               | -                | - | -                    | -                    | -                    |                      |                      |